# Едуардо Велес (тенісист)
Едуардо Велес (ісп. Eduardo Vélez; нар. 20 квітня 1969) — колишній мексиканський тенісист.
Найвищу одиночну позицію світового рейтингу — 215 місце досяг 30 листопада 1987, парну — 435 місце — 21 листопада 1988 року.

## Юніорські фінали турнірів Великого шолома

### Одиночний розряд: 2 (1–1)
| Результат | Рік  | Турнір               | Покриття | Суперник        | Рахунок  |
| --------- | ---- | -------------------- | -------- | --------------- | -------- |
| Поразка   | 1985 | Вімблдонський турнір | Трава    | Леонардо Лаваль | 4–6, 4–6 |
| Перемога  | 1986 | Вімблдонський турнір | Трава    | Хав'єр Санчес   | 6–3, 7–5 |